# Valadares (Monção)
Valadares ist ein Ort und eine ehemalige Gemeinde (Freguesia) im nordportugiesischen Kreis Monção.

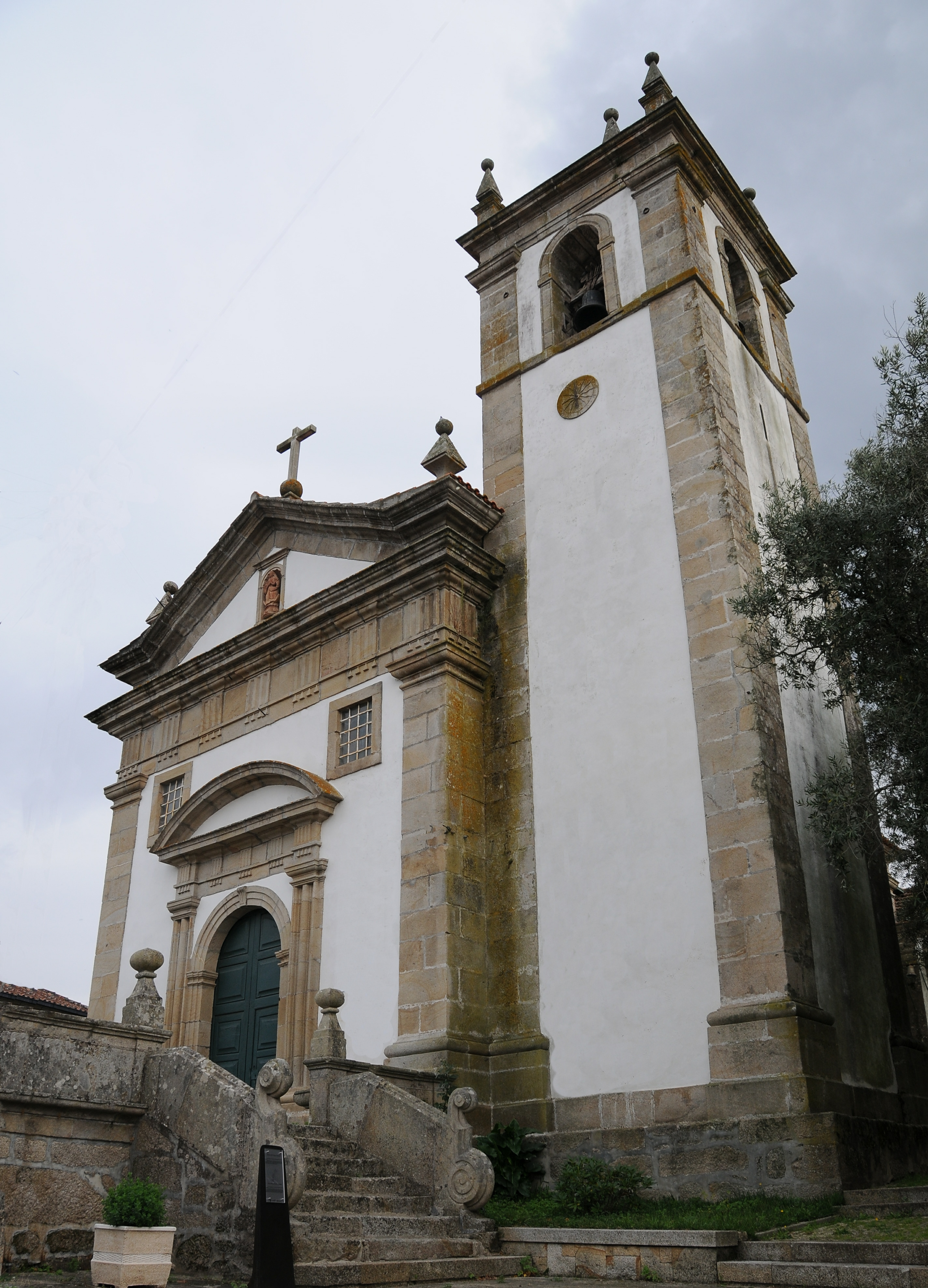
Kirche von Valadares

 Die Gemeinde hatte 204 Einwohner (Stand 30. Juni 2011).
Am 29. September 2013 wurden die Gemeinden Valadares, Sá und Messegães zur neuen Gemeinde União das Freguesias de Messegães, Valadares e Sá zusammengeschlossen.